# Alegeri generale în Brazilia, 1998
În Brazilia, alegerile generale au fost susținute în 1998. Acestea au avut drept rezultat, realegerea lui Fernando Henrique Cardoso. Amendamentul care a permis unui președinte să îndeplinească două mandate consecutive, a fost aprobat de Parlament în anul precedent. Cardoso a câștigat alegerile din primul tur, după ce a obținut peste 50% din voturi.
În anul acela, alegerile pentru guvernatorii din cele 26 de state și districtul federal s-au considerat, de asemenea, a fi  competiții pentru senatori și deputați.

## Rezumat
| Candidatul                                                 | Voturi totale | Procentaj |
| ---------------------------------------------------------- | ------------- | --------- |
| Fernando Henrique Cardoso (PSDB, PFL, PPB, PTB, PSD, PMDB) | 35,936, 382   | 53.1      |
| Luis Inacio Lula da Silva (PT, PDT, PSB, PC do B, PCB)     | 21,475,211    | 31.7      |
| Ciro Gomes (PPS, PL, PAN)                                  | 7,426, 187    | 11.0      |
| Eneas Carneiro (PRONA)                                     | 1,447,089     | 2.1       |
| Ivan Moacyr da Frota (PMN)                                 | 251,336       | 0.4       |
| Alfredo Syrkis (PV)                                        | 212,983       | 0.3       |
| Jose Maria de Almeida (PSTU)                               | 202,659       | 0.3       |
| Joao de Deus Barbosa de Jesus (PT do B)                    | 198,915       | 0.3       |
| Jose Maria Enymael (PSDC)                                  | 171,831       | 0.2       |
| Thereza Tinajero Ruiz (PTN)                                | 166,138       | 0.2       |
| Sergio Bueno (PSC)                                         | 124,569       | 0.2       |
| Vasco Azevedo Neto (PSN)                                   | 109,003       | 0.2       |
| Total (obținut 78.5%)                                      | 67,701,559    | 100       |